# Хорњи Њемчи
Хорњи Њемчи (чеш. Horní Němčí) је насељено мјесто са административним статусом сеоске општине (чеш. obec) у округу Ухерско Храдиште, у Злинском крају, Чешка Република.

## Становништво
Према подацима о броју становника из 2014. године насеље је имало 830 становника.